# Une chanson pour ma mère
Pour plus de détails, voir Fiche technique et Distribution.
Une chanson pour ma mère est une comédie franco-belge réalisée par Joël Franka, sortie en 2013.

## Synopsis
Quelque part en Ardenne, aujourd'hui... C’est parce qu’ils adorent leur maman qui est en train de disparaître, que les membres de cette famille décomposée décident de lui offrir le plus incroyable des cadeaux d'adieu : Dave, le chanteur, son idole, en personne !
Mais ce projet délirant est peut-être un peu trop ambitieux pour ces frères et sœurs qui croulent sous les non-dits et le silence depuis si longtemps. Leur amour pour leur mère et la force des liens familiaux retrouvés vont leur donner le courage et la folie nécessaires pour atteindre leur but. Au grand désespoir de Dave, leur victime d'un soir…

## Fiche technique
- Titre : Une chanson pour ma mère
- Réalisation : Joël Franka
- Scénario : Joël Franka, Gladys Marciano et Benoît Mariage
- Musique : David Reyes
- Montage : Joël Franka
- Photographie : Pierre Aïm
- Production : Yves Darondeau, Christophe Lioud et Emmanuel Priou
  - Production exécutive : Bernard de Dessus et Olivier Dubois
  - Coproduction : Henri de Gerlache et Bernard de Launoy
- Sociétés de production : Bonne Pioche, Alizé Production et Novak Productions, en association avec Cofinova 8
- Société de distribution : The Walt Disney Company France
- Pays d'origine :  France
- Genre : comédie
- Durée : 95 minutes
- Dates de sortie :
  - France, Belgique : 27 mars 2013

## Distribution
- Dave : Lui-même
- Patrick Timsit : Jean
- Sylvie Testud : Sylvie
- Fabrizio Rongione : Michel
- Sam Louwyck : Antoine
- Guy Lecluyse : Simon
- Michèle Moretti : La maman
- Mathilde Goffart : Adeline
- Alain Fryns : Un policier
- Damien Marchal : Un policier
- Alain Bellot : Le fermier